# Childebert III
Childerbert III (född 683, död 711) frankisk merovingisk kung av Neustrien och Burgund 695–711. Bror till Klodvig IV, far till Dagobert III.
Childerbert III var en lydkung under den karolingiske maior domus Pippin av Herestal.